# Katarina av Sachsen
Katarina av Sachsen, död 1524, var hertiginna av Österrike 1484 – 1490, som gift med Sigismund av Österrike. 
Äktenskapet arrangerades för att förse den barnlösa änklingen med arvingar, men förblev barnlöst. Hon blev känd för att hålla ett påkostat och hov och representation. Hon anklagades 1487 av sin makes förra älskarinna för att försöka förgifta Sigismund, anklagelser som dock tillbakavisades. 